# راتهگاما
راتهگاما (به لاتین: Rathgama) یک منطقهٔ مسکونی در سری‌لانکا است که در ناحیه گاله واقع شده‌است.